# Южнофранцузская операция
Южнофранцузская операция или Операция «Драгун» (англ. Dragoon) — высадка войск антигитлеровской коалиции в южной Франции, произведённая 15 августа 1944 года. Операция являлась частью действий союзников на средиземноморском и западноевропейском театрах военных действий Второй мировой войны. Высадка была произведена между Тулоном и Каннами.
Операция «Драгун» стала крупнейшей в истории морской десантной операцией в Средиземноморье. К моменту завершения операции в Южной Франции высадились американские и французские войска численностью в двадцать одну дивизию.

## Военно-стратегическая ситуация
После падения Франции в июне 1940 года территорию Южной Франции контролировало марионеточное правительство Виши, а северную часть страны оккупировала Германия. После высадки американских и британских войск в Марокко и Алжире в ноябре 1942 года немцы оккупировали и южную часть Франции, чтобы прикрыть побережье на случай высадки союзников. В течение 1943 и первой половины 1944 года в ходе Мароккано-алжирской и Тунисской кампании, и затем Итальянской кампании все побережье Северной Африки и большая часть Южной Европы (Сицилия, Сардиния, Корсика и Южная Италия) оказались под контролем Союзников.

## Планирование операции
Планирование Южнофранцузской операции началось в конце 1943 года. На стадии планирования операция называлась «Энвил», позже ей дали название «Драгун». Сначала операцию предполагалось провести в мае 1944 года в качестве отвлекающего манёвра перед высадкой в Нормандии. Но из-за нехватки десантных судов весной 1944 года, пришлось перенести операцию «Драгун» на июль. Между союзниками возникли разногласия в стратегии: британское руководство (прежде всего Черчилль) требовало отмены операции из-за затянувшейся Итальянской кампании и использования предназначенных для неё войск для операций на Балканах. Французское (Шарль де Голль) и американское руководства (прежде всего генералы Эйзенхауэр и Брэдли) настаивали на проведении высадки на Ривьере, а операцию на Балканах американцы и французы считали бесполезной авантюрой.
Дуайт Эйзенхауэр неоднократно спорил с Черчиллем: «Новая обстановка породила одну из самых длительных дискуссий, какие у меня были за всю войну, с премьер-министром Черчиллем. Этот спор, начавшийся почти случайно и совпавший с нашим прорывом вражеской обороны в конце июля, тянулся в течение первых десяти дней августа. Одна беседа длилась даже несколько часов…».
Из Средиземноморья кратчайший путь до Третьего рейха проходит именно через Юг Франции по долине Роны. Остальные же пути либо слишком длинные (с Балканского полуострова), либо преграждены горами (через Альпы в Италии). Французская Ривьера — это единственное место в Средиземноморье, откуда войска союзников могли кратчайшим путём попасть в Западную Европу и создать прямую угрозу Германии. Высадка на Ривьере являлась связующим звеном между Средиземноморским и Западноевропейским театрами военных действий, а все остальные операции в Средиземном море являлись второстепенными.
Нужно было обязательно провести как Нормандскую, так и Южнофранцузскую операции. Если провести только высадку в Нормандии, войска союзников при наступлении к французско-германской границе получили бы слишком растянутый правый фланг и потратили бы слишком много времени из-за растянутых коммуникаций. Войска, высадившиеся в Южной Франции как раз и должны обеспечить правый фланг Западного фронта, и одновременно предоставить союзникам такое преимущество, как возможность снабжения войск через крупный морской порт Марсель. По этим причинам операция «Драгун» была исключительно важна.
Эйзенхауэр во время спора с Черчиллем привел несколько убедительных доказательств: «Пока не захватим Марсель, мы не сможем ускорить прибытие американских дивизий из США. Вступление значительных сил в Южную Францию окажет определенную поддержку нашим операциям на севере в оперативном и стратегическом отношении. Во-первых, они обеспечат прикрытие правого фланга, когда мы развернем наступление на центральную часть Германии. Во-вторых, примкнув к нашему правому флангу, эти войска совместно с нами автоматически отсекут все западные районы Франции и уничтожат оставшиеся там вражеские соединения. В результате союзники освободят всю Францию. Отказавшись от операции „Драгун“, мы были бы вынуждены защищать свой правый фланг на всем протяжении от основания полуострова Бретань до самых передовых рубежей наших наступающих войск. Это означало бы пассивное использование большого числа наших дивизий на правом фланге против небольшого числа мобильных войск противника».
Генерал Брэдли также отметил, что: «Если бы южная часть Франции была оставлена в руках немцев, как предлагал Черчилль, то Эйзенхауэру пришлось бы растянуть коммуникации по всей Франции, имея открытый фланг протяженностью 800 километров от Бретани до швейцарско-германской границы. Для защиты этих линий коммуникаций от вражеского нападения потребовалось бы выставить заслон вдоль всего их фланга. В конечном счете Эйзенхауэру пришлось бы послать для борьбы с противником в южной части Франции целый корпус, если не больше».
В пользу операции было ещё три причины: прорыв союзников под Монте-Кассино 18 мая 1944 года, освобождение Рима 4 июня 1944 года и прорыв в Нормандии после операции «Кобра» 25 июля 1944 года. В итоге американцы и французы добились своего и было принято решение о проведении операции. 3-я, 36-я и 45-я американские, 1-я французская и 3-я алжирская пехотные дивизии были отозваны с Итальянского фронта и стали готовиться к высадке на Ривьере.
На Корсике 1 августа 1944 года была сформирована 6-я группа армий союзников, которой командовал генерал-лейтенант Джейкоб Диверс. Она известна также как «Южная группа армий», или «Тактическая группа 88». Сначала она подчинялась Средиземноморскому командованию союзников («AFHQ» — Allied Forces Headquarters), — верховный главнокомандующий генерал Мейтленд Вильсон. Через месяц после высадки 6-я группа армий перешла в подчинение Западноевропейского командования союзников («SHAEF» — Supreme Headquarters, Allied Expeditionary Forces) — верховный главнокомандующий генерал Дуайт Эйзенхауэр.
6-я группа армий состояла из двух армий: 7-й американской (командующий генерал Александр Патч) и французской армии «Б» (генерал Жан де Латр де Тассиньи). Они были сформированы преимущественно из войск взятых с Итальянского фронта. Дополнительные дивизии были привезены из США и Северной Африки. Большинство соединений 6-й группы армий до этого воевали в Северной Африке и в Италии и обладали солидным боевым опытом, это касалось прежде всего 3-й, 36-й и 45-й американских пехотных дивизий. Опыт личного состава стал одной из причин успеха операции.
После высадки в Нормандии большое количество десантных кораблей было направлено из Ла-Манша на Средиземное море. С падением Шербура в конце июня 1944 года корабли огневой поддержки также стали направляться на юг.

## Ход высадки
Высадка проводилась в регионе Прованс-Альпы-Лазурный Берег, на фронте шириной 30 миль, между Тулоном и Каннами, так как этот участок побережья был в радиусе действия союзных истребителей базировавшихся на Корсике. Обстановка на солнечном побережье Южной Франции оказалась куда более благоприятной для вторжения, чем в дождливой Нормандии. Хорошие погодные условия благоприятствовали действиям авиации союзников, районы высадки Ривьеры были надежнее защищены от ветров и штормов, чем на севере, крутой уклон дна и небольшая амплитуда прилива затрудняли постановку подводных заграждений, благодаря чему крупные суда могли ближе подойти к берегу. Все это является несомненными преимуществами в бою, и союзники воспользовались ими в полной мере.
Перед рассветом 15 августа 1944 года возле города Ле-Мюи в 10 милях от побережья была высажена 1-я воздушно-десантная тактическая бригада, состоящая из американских и британских частей. Флот союзников под командованием адмирала Хьюитта включал французский корабль «Lorraine», британский «HMS Ramillies», и американские «USS Texas», «Nevada» и «Arkansas», более 50 крейсеров, 7 авианосцев, и множество других судов поддерживающих высадку. 1300 бомбардировщиков, вылетевших из Италии, с Сардинии и Корсики, появились над участками высадки в сопровождении истребителей. Бомбардировка с воздуха почти не прекращалась до 07.30. Затем самолеты ушли, и в действие вступила корабельная артиллерия. В течение двух часов перед высадкой морского десанта флот обстреливал немецкие позиции на побережье. Корабельная артиллерия вела огонь по местам скопления войск противника, а также по заминированным участкам побережья — минные поля были расчищены практически на всех участках высадки подрывами фугасных снарядов. В течение всей операции в море у побережья находилось соединение в составе семи английских и двух американских эскортных авианосцев.
Главные силы союзников высадились 15 августа 1944 года в 8:00 утра.
Первый эшелон десанта состоял из VI американского корпуса, включавшего 3-ю, 36-ю и 45-ю пехотные дивизии (прибыли с Итальянского фронта), усиленного французской 5-й бронетанковой дивизией.
3-я дивизия высадилась возле города Кавалер-сюр-Мер (сектор «Alpha»), 45-я возле Сен-Тропе (сектор «Betta»), а 36-я в бухте Фрежюс у города Сен-Рафаэль (сектор «Camel»). На первых двух участках сопротивление было очень незначительным. Но 36-я дивизия столкнулась с трудностями: в восточной части сектора союзники высадились на побережье, а в западной части сектора «Camel» немецкая береговая артиллерия обстреливала побережье. Огонь противника оставался ещё настолько сильным, что минные тральщики не могли начать траление в бухте. И поэтому высадку западной группы по приказу адмирала Льюиса перенесли в восточную часть сектора «Camel». Высадившиеся части 36-й дивизии начали наступление на запад и атаковали немецкие позиции в западной части сектора «Camel», немецкая артиллерия была уничтожена и союзники полностью закрепились на плацдарме.
Во втором эшелоне 16 августа высадился 2-й французский корпус (1-я французская, 3-я алжирская под командованием генерала де Монсабера, 9-я колониальная дивизии), а также 1-й французский корпус и дополнительные американские части. В то же время активизировались действия французских партизан.
Французские дивизии, высадившиеся во втором эшелоне, между тем быстро продвинулись на запад в направлении Тулона и Марселя. Парашютисты в это время нанесли удар в противоположном направлении и вышли к Каннам и Ницце. Для захвата Тулона и Марселя потребовались объединенные наступательные действия сухопутных и авиационных сил при поддержке кораблей флота.

## После высадки
После прорыва 6-й группы армий союзников с южного побережья Франции и наступления 12-й и 21-й групп армий из Нормандии, общая обстановка на Западном фронте для немцев сложилась неудачно и немецкая группа армий «G» (1-я и 19-я армии) начала отступление. Остались на месте только гарнизоны в Тулоне и Марселе. 28 августа французский 2-й корпус при поддержке партизан и кораблей американского флота освободил Тулон и Марсель. Тем временем американцы, наступая по долине реки Роны, достигли городов Гренобль, Валанс и Монтелимар, и успешно отразили атаку немецкой 11-й танковой дивизии возле г. Монтелимар. В тот же день парашютисты из 1-й воздушно-десантной тактической бригады вошли в Канны, а 30 августа освободили Ниццу. В Западных Альпах на французско-итальянской границе были размещены французские горнострелковые части для отражения возможных нападений на линии снабжения союзников со стороны немецких войск группы армий «С», находившихся в Италии. 3 сентября союзники освободили Лион, а 11 сентября возле Дижона соединились с правым флангом 3-й американской армии, наступавшей из Нормандии и Бретани, образовав единый Западный фронт и отрезав немецкие части в юго-западных районах Франции. Французский корпус при поддержке американской 94-й пехотной дивизии очистил от остатков немецких войск побережье Бискайского залива. Остальные подразделения немецкой группы армий «G» отступили в Вогезы, Эльзас и Германию.
7-я американская и вновь образованная 1-я французская армия, преследуя отступающих немцев, в ноябре вышли к французско-германской границе в Эльзасе.

## Результаты
Южная Франция была быстро освобождена от немецких войск при небольших потерях союзников. Некоторые западные историки критикуют Нормандскую операцию, приводя в пример быстрый успех Южно-Французской операции. Союзники получили порт Марсель с высокой пропускной способностью и мощную дорожную сеть, наладили линию снабжения из Марселя через долину реки Роны, в Эльзас. Это оказалось очень кстати осенью 1944 года, когда союзники стали испытывать трудности со снабжением, когда 6-я, 12-я и 21-я группы армий добрались до границ Германии.
Марионеточное правительство Виши прекратило своё существование.
6-я группа армий обеспечила правый фланг Западного фронта.

## Отражение в культуре
- «Они сняли войну в цвете» (Ils ont filmé la guerre en couleur). Документальный фильм. 2000. Франция.
- «Патриоты» (Indigènes). Художественный фильм. 2006. Франция.
- «Они были солдатами: Воздушный десант» (Saints and Soldiers: Airborne Creed). Художественный фильм. 2012. Канада.
- Монумент в городе Сен-Тропе.
- Компьютерная игра Battlefield V